# Taschenrechner
Taschenrechner (Pocket Calculator, nella versione internazionale) è un singolo del gruppo musicale tedesco Kraftwerk, pubblicato nel aprile del 1981 poco prima dell'album Computerwelt.

## Descrizione
Composto dai membri del gruppo Ralf Hütter e Karl Bartos, da come si evince dal titolo, tratta come argomento le calcolatrici tascabili.
Per la registrazione del brano i Kraftwerk hanno utilizzato degli strumenti musicali portatili (tra cui anche la tastiera giocattolo della Mattel Beegees Rhythm Machine) e una calcolatrice con suoni per inserire nel brano anche gli effetti sonori dovuti alla pressione dei tasti. Gli stessi strumenti sono stati anche utilizzati durante gli anni ottanta dal gruppo durante le esibizioni live del brano. Pocket Calculator è stata riarrangiata nel 1991 e inclusa nell'album The Mix. Questa versione dell'album viene ancora oggi proposta durante i concerti.
Nei concerti in alcuni stati, i Kraftwerk propongono questo brano, oltre che in inglese, anche nella lingua locale (tra cui anche l'italiano). La versione in giapponese del brano è stata anche pubblicata come traccia nell'album The Mix, subito dopo la corrispondente canzone in inglese.
Il titolo della canzone nelle altre lingue:
- francese: Mini Calculateur
- giapponese: Dentaku ("電卓")
- italiano: Mini Calcolatore
- polacco: Minikalkulator
- tedesco: Taschenrechner

## Tracce (parziale)
7" BRD 1981
1. Taschenrechner – 4:27
2. Dentaku – 4:32

Durata totale: 8:59

## Formazione
La formazione del gruppo e la strumentazione utilizzata si riferiscono al 1981, anno in cui la canzone è stata registrata per la prima volta.
- Ralf Hütter - voce, Mattel Beegees Rhythm Machine
- Karl Bartos - stilofono Dubreq
- Wolfgang Flür - batteria elettronica a pads portatili
- Florian Schneider - calcolatrice Casio FX-501P con interfaccia a cassetta FA-1

## Classifiche
- Germania Ovest #63[1]